# 南燕乡
南燕乡，是中华人民共和国四川省南充市蓬安县曾经下辖的一个乡。2019年10月，撤销南燕乡和凤石乡，将其所属行政区域划归罗家镇管辖。

## 行政区划
南燕乡撤销前下辖以下地区：
陡梯子村、朝门村、双石桥村、麻园坝村、百家沟村、大一湾村、泥巴寺村、官地坝村、刘家祠村、水口村、毛家沟村、红字沟村、龙滩子村和王家店村。